# Instituto conmemorativo Centro de Salud Infantil
El Instituto Conmemorativo Centro de Salud Infantil (en polaco: Instytut "Pomnik – Centrum Zdrowia Dziecka") es uno de los principales hospitales pediátricos de Polonia. Ubicado en Varsovia, está directamente subordinado al Ministerio de Sanidad de Polonia, y constituye tanto un centro de atención médica como un hospital universitario de referencia nacional.

## Historia y misión
El instituto fue concebido como un monumento conmemorativo en homenaje a los niños polacos, y su construcción fue impulsada por iniciativas sociales y apoyo estatal. Desde su inauguración, ha funcionado como un centro de atención terciaria, especializado en el diagnóstico, tratamiento e investigación de enfermedades pediátricas complejas.

## Instalaciones y servicios
El hospital cuenta con aproximadamente 2.000 empleados, incluyendo personal médico, de enfermería y administrativo. Dispone de 17 salas clínicas y ofrece servicios en 29 especialidades médicas para pacientes hospitalizados y ambulatorios.

## Colaboraciones
La institución mantiene vínculos de cooperación con escuelas, universidades médicas y organizaciones no gubernamentales. Entre estas últimas destaca la Gran Orquesta de Caridad de Navidad, una fundación polaca que apoya con equipamiento médico a hospitales infantiles.